# Hkaru Bum
Hkaru Bum är ett berg i Myanmar.   Det ligger i regionen Kachin, i den norra delen av landet, 800 km norr om huvudstaden Naypyidaw. Toppen på Hkaru Bum är 3 657 meter över havet.
Terrängen runt Hkaru Bum är huvudsakligen mycket bergig. Hkaru Bum är den högsta punkten i trakten. Runt Hkaru Bum är det mycket glesbefolkat, med 3 invånare per kvadratkilometer. I omgivningarna runt Hkaru Bum växer i huvudsak blandskog.